# فلورنسا كلوتز
فلورنسا كلوتز (بالإنجليزية: Florence Klotz)‏ هي مصممة أزياء تقليدية أمريكية، ولدت في 28 أكتوبر 1920 في بروكلين في الولايات المتحدة، وتوفيت في 1 نوفمبر 2006 في مانهاتن في الولايات المتحدة بسبب نوبة قلبية.

## وصلات خارجية
- فلورنسا كلوتز على موقع IMDb (الإنجليزية)
- فلورنسا كلوتز على موقع أول موفي (الإنجليزية)
- فلورنسا كلوتز على موقع قاعدة بيانات برودواي على الإنترنت (الإنجليزية)
- فلورنسا كلوتز على موقع قاعدة بيانات برودواي على الإنترنت (الإنجليزية)
- فلورنسا كلوتز على موقع قاعدة بيانات برودواي على الإنترنت (الإنجليزية)
- فلورنسا كلوتز على موقع قاعدة بيانات الفيلم (الإنجليزية)
- فلورنسا كلوتز على موقع كينوبويسك (الروسية)